# Mastiff
De mastiff is een hondenras.

## Geschiedenis
De mastiff is een nakomeling van de molosser uit Macedonië en Epirus, die met schepen uit Tyrus en Sidon naar Engeland kwam. Hij is de voorouder van vele hondenrassen, waaronder ook de Duitse dog, de boxer en de buldog.
De Romeinen waren de eersten die hondenbrigades hadden in het leger. Ze maakten gebruik van zwaar gepantserde vechthonden, die de vijand angst moesten inboezemen. De mastiffs kregen al een zware opleiding als pup en waren door hun kracht erg geschikt.

## Uiterlijk
De mastiff is een zware en krachtige hond,  die vroeger als oorlogshond werd gebruikt. Vandaag wordt hij vooral als beschermhond ingezet. Het hoofd is breed tussen de oren en het voorhoofd is vlak. De huid ligt in rimpels. Hij heeft hangende oren die dun aanvoelen. De vacht is kort en niet te fijn. De 'erkende' kleuren zijn fawn (blond), apricot (roodbruin), brindle (zwart met blond en/of apricot). Van oudsher zijn er ook pied mastiffs/ bonte mastiffs. 
De mastiff, ook als Engelse dog bekend, is een van de grootste hondenrassen. Reuen bereiken een schofthoogte van minstens 76 cm en teven van 69 cm. Het gewicht is ongeveer 80 kg. De gemiddelde levensverwachting van een mastiff is 7 jaar, hoewel exemplaren van 10+ jaar ook voorkomen. In het Guinness Book of Records van het jaar 2000 staat een Engelse mastiff van ruim 155 kg vermeld. Op 7-jarige leeftijd, in maart 1989, had de hond een lengte (gemeten van het puntje van de neus tot het puntje van de staart) van 255 cm. Na het jaar 2000 werden er geen records van grote dieren meer opgenomen in het boek, waardoor niet duidelijk is of dit de grootste mastiff ooit was.

## Gezondheid
De mastiff is net als andere grote honden gevoelig voor heupdysplasie en elleboogdysplasie. Gescheurde kruisbanden, artrose en spondylose komen eveneens voor. De mastiff kan huidproblemen ondervinden vanwege het teveel aan los vel. Oogproblemen; ectropion, entropion, CRM, PRA, voor de laatste 2 afwijkingen zijn DNA testen beschikbaar. Reuen kunnen last hebben van cystinurie. Epilepsie komt in beperkte mate voor.
In het Zwitserse kanton Wallis wordt de mastiff als gevaarlijk beschouwd. Met ingang van 1 januari 2006 is de hond daar verboden.